# Mănăstirea Wilten
Mănăstirea Wilten este un așezământ premonstratens înființat în anul 1138 de episcopul Reginbert von Brixen⁠(de)[traduceți]. Orașul Innsbruck s-a format ca dependință comercială a mănăstirii.

## Personalități înmormântate în cimitir
- Viktor Dankl (1854-1941), general austro-ungar, adversar al regimului nazist
- Hans Andre (1902-1991), pictor